# Аттіліо Калатроні
Аттіліо Калатроні (італ. Attilio Calatroni, нар. 18 липня 1950, Брешія, Італія) — італійський фехтувальник на рапірах, срібний призер Олімпійських ігор 1976 року.

## Виступи на Олімпіадах
| Олімпіада     | Дисципліна      | Місце |
| ------------- | --------------- | ----- |
| Монреаль 1976 | командна рапіра | 2     |